# Odd Riisnæs
Odd Riisnæs  (* 12. Mai 1953 in Oslo) ist ein norwegischer Jazz-Saxophonist (Tenor- und Sopransaxophon) und Pianist.

## Leben und Wirken
Odd Riisnæs ist Sohn der Pianistin Eline Nygaard und Bruder des Jazzsaxophonisten Knut Riisnæs.
Riisnæs arbeitete zunächst in verschiedenen Orchestern und Bands wie von Terje Lie, Paul Weeden, Ditlef Eckhoff, Richard Badendyck, Per Husby, Ole Jacob Hansen/Harald Gundhus, Dag Arnesen, Jens Wendelboe, Kjell Karlsen und Jan Harrington. In den 1980er Jahren spielte er in den Formationen  Kråbøl, Oslo 13,  Radiostorbandet und Lille Frøen Saksofonkvartett.  Ende der 1980er gründete er sein Odd Riisnæs Quartett mit dem Pianisten Dag Arnesen, dem Bassisten Kåre Garnes und dem Schlagzeuger Tom Olstad und nahm drei Alben für das Label Taurus Records auf, Speak Low (1987), Thoughts (1990) und Another Version (1993), bei dem der Keyboarder Iver Kleive, der Gitarrist Steinar Larsen und der Bassist Terje Gewelt mitwirkten. Später formierte er in erweiterter Besetzung das Odd Riisnæs Project mit dem Schlagzeuger Pål Thowsen, dem Bassisten Bjørn Kjellemyr und Steinar Larsen (Your Ship, 1996 und  Another Breeze, 2003)
Riisnæs unterrichtete an der Norges Musikkhøgskole.

## Diskografische Hinweise
- Speak Low (Taurus, 1987)
- Thoughts (Taurus, 1990)
- Another Version (Taurus, 1993) mit Iver Kleive, Steinar Larsen, Terje Gewelt.
- Your Ship, (Tauris, 1996)
- Another Breeze (Hot Club Records, 2003)